# Simeon Simeonov
Simeon Simeonov (Sofia, 26 marzo 1946 – Sofia, 2 novembre 2000) è stato un calciatore bulgaro, di ruolo portiere.

## Carriera
Fu nominato calciatore bulgaro dell'anno nel 1968.

## Palmarès

### Club

#### Competizioni nazionali
- Coppa di Bulgaria: 4

Slavia Sofia: 1964, 1966
CSKA Sofia: 1973, 1974